# Diaphorocellus helveolus
Diaphorocellus helveolus là một loài nhện trong họ Palpimanidae. Loài này được phát hiện ở Botswana.